# Guatemalai labdarúgó-szövetség
Guatemalai labdarúgó-szövetség (spanyolul: Federación Nacional de Fútbol)

## Történelme
1919-ben alapították. A Nemzetközi Labdarúgó-szövetségnek 1946-tól tagja. 1961-től az Észak- és Közép-amerikai, Karibi Labdarúgó-szövetségek Konföderációja (CONCACAF) tagja. Fő feladata a nemzetközi kapcsolatokon kívül, a  Guatemalai labdarúgó-válogatott férfi és női ágának, a korosztályos válogatottak illetve a nemzeti bajnokság szervezése, irányítása. A működést biztosító bizottságai közül a Játékvezető Bizottság (JB) felelős a játékvezetők utánpótlásáért, elméleti (teszt) és cooper (fizikai) képzéséért.
2015 decemberében a FIFA egy bizottságot hozott létre, hogy újítsa meg a guatemalai szövetséget, hozza egyensúlyba a gazdasági állapotát és készítse elő a tisztújítást. 2016-ban a nemzeti szövetség közgyűlése visszavonta a bizottság felhatalmazását. Ezért 2016 októberében a FIFA felfüggesztette a guatemalai szövetség tagságát.